# Плеханов, Иван Петрович
Ива́н Петро́вич Плеха́нов (24 декабря 1939, рабочий посёлок шахты № 32 Петровского района города Донецка — 27 июля 2009, Тольятти) — советский и российский учёный, кандидат исторических наук, профессор кафедры истории Тольяттинского государственного университета.

## Биография
Родился в семье шахтёра. В 1967 году окончил исторический факультет Куйбышевского педагогического института. Учёным советом института был рекомендован в аспирантуру при кафедре КПСС Московского государственного университета, по окончании которой защитил кандидатскую диссертацию по истории комсомола.
Был талантливым организатором, работал в Тольяттинском политехническом институте секретарём комитета ВЛКСМ, секретарём парткома (1977—1987). По результатам работы писал статьи о проблемах работы с комсомольской молодёжью.
В 1980—1987 годах избирался депутатом районного Совета, членом Центрального райкома КПСС.
8 декабря 1987 года было принято решение об открытии в Тольятти филиала Самарского государственного педагогического института. Его директором стал Иван Плеханов. За годы его работы (1987—2001) в филиале было открыто восемь факультетов: филологический, физико-математический, иностранных языков, инженерно-педагогический, физической культуры, изобразительных искусств, дошкольного воспитания, исторический. Число студентов с 250 в 1988 году выросло до 4200 в 2001 году. Активно формировался профессорско-преподавательский состав, Плеханов помогал новым сотрудникам решить проблемы с жильём, с поступлением в аспирантуру или докторантуру.
После создания в 2001 году Тольяттинского государственного университета, и включения филиала СамГПИ в его состав, Плеханов стал профессором кафедры «История» университета. Его заслуги были отмечены высшей корпоративной наградой университета «Золотое яблоко».

## Научная работа
Несмотря на административную работу занимался Иван Плеханов занимался и научной деятельностью. Он опубликовал более 60 научных работа, среди которых учебные пособия для студентов специальности «История» — «Гражданская война», рекомендованное Министерством образования и науки РФ, «Первобытное общество» с грифом УМО.
Остался неоконченным многолетний труд — учебник для студентов по специальности «История» о противоречиях периода «холодной войны».
Под руководством Ивана Петровича было защищено десять кандидатских диссертаций.

## Награды и звания
- Медаль «В ознаменование 100-летия со дня рождения Владимира Ильича Ленина» (1970);
- Два ордена Знак Почёта (1981, 1986);
- Медаль «Ветеран труда».
- Почётный работник высшего профессионального образования Российской Федерации (1998);
- Заслуженный работник высшей школы Российской Федерации

Лауреат муниципальной премии имени В. Н. Татищева.

## Память
1 сентября 2015 в Тольяттинском государственном университет был открыт памятный горельеф с портретом Ивана Петровича Плеханова, директора Тольяттинского филиала Самарского государственного педагогического университета.